# La Couturière (Vélasquez)
Pour les articles homonymes, voir La Couturière.
La Couturière ou Jeune femme cousant, est une huile sur toile attribuée à Diego Vélasquez et conservée à la National Gallery of Art de Washington depuis 1937 par un legs de son précédent propriétaire Andrew W. Mellon.

## Histoire
L’œuvre a été mise en relation avec une entrée de l'inventaire des biens laissés par Vélasquez à sa mort sous le numéro 168 décrite comme « autre tête de femme faisant son travail ».
Plusieurs dates ont été avancées pour son exécution, entre 1640 et 1649, date du second voyage du peintre en Italie. Pour José López-Rey, le caractère inachevé de l’œuvre rend la datation impossible. Il semble cependant que Vélasquez ait utilisé le même modèle que pour La Dame à l'éventail et dont la date d'exécution est estimée à 1635, ce qui fait penser que La Couturière ait été réalisée à une date proche. Le même López-Rey signale des ressemblances similaires avec le Couronnement de la Vierge ce qui avaliserait l'authenticité de l’œuvre discutée par des critiques comme Pantorba ou Sánchez Cantón.

## Description
Pour José Gudiol, la dame représentée pourrait être l'épouse du peintre, Juana Pacheco, mais August L. Mayer pense qu'il peut s'agir de sa fille, Francisca, épouse de Juan Bautista Martínez del Mazo, López-Rey objecte que puisque Mazo est l'auteur de l'inventaire des biens de Vélasquez, il n'aurait pas répertorié le portrait de son épouse comme une simple scène de genre. Des ressemblances avec d'autres modèles font cependant penser à une personne proche du peintre.
La toile représente le buste d'une jeune femme, légèrement inclinée, occupée à coudre. Elle porte un ample décolleté et un fichu blanc sur les épaules. La tête est penchée, elle est concentrée sur son travail. Des touches blanches autour du cou, destinées à représenter un collier, semblent indiquer qu'il ne s'agit pas d'une ouvrière, mais d'une dame d'une certaine position sociale. Son chignon rouge donne une légère touche de couleur aux verts-gris, aux bruns et aux blancs dominants. Les parties externes du personnage n'ont été que rapidement ébauchées, cherchant à combler les principales zones de couleurs sur un tracé vert sombre. Postérieurement, Vélasquez réalisa quelques corrections sur la ligne des épaules — accentuant la position diagonale de la figure pour lui donner plus de vie — ainsi que sur les doigts de la main (de la main droite en particulier) qui étaient déjà réduits à leur plus simple expression et qui ne furent plus du tout dessinés après cette correction. Finalement, il retravailla le visage en lui créant des lumières et des ombres avec des glacis, laissant ce visage presque totalement terminé, mais sans achever le reste de la toile.